# Marquito (humorista)
Marquito, nome artístico de Marco Antonio Ricciardelli (São Paulo, 26 de março de 1960), é um humorista e politico brasileiro filiado ao Republicanos. É sobrinho do apresentador Raul Gil. Marquito faz imitações em seus espetáculos e no Programa do Ratinho, do SBT. Ele saiu do programa para concorrer às eleições de 2012, como vereador, e foi eleito, ficando no cargo até 2016.

## Biografia
Filho de Luzia Gil e Carmo Ricciardelli, desde pequeno sempre foi muito alegre e desinibido. Ainda na fase escolar, descobriu o dom nato de desenhista e aos 14 anos ele já estava pintando quadros a óleo na Praça da República. Já expôs seus quadros em vários lugares e até hoje ele continua pintando como hobby em horas de folga.
Marquito começou a carreira por volta dos 18 anos, fazendo shows em boates, casas noturnas e circos de São Paulo. Em seguida, foi convidado a trabalhar no programa de seu tio, Raul Gil, onde imitava um robô no quadro "O Que É o Que É". Ele apareceu fazendo dublagens no popular Programa Barros de Alencar, da TV Record, nos anos 80. Também trabalhou com Edson "Bolinha" Cury, no Clube do Bolinha, exibido na Rede Bandeirantes no período de 1974 a 1994, onde fazia o quadro de imitação de cantores, em rotação diferente do RPM original.
Marquito trabalhou por vários anos no Programa do Ratinho, exibido pelas emissoras Record e SBT, onde ficou famoso por apanhar dos convidados que faziam exame de DNA e também por fazer dublagens musicais. Atualmente está no Programa do Ratinho.
Marquito é ex-vereador em São Paulo pelo PTB após o vereador Celso Jatene ser convocado pelo prefeito Fernando Haddad para assumir a Secretaria dos Esportes.
Em 7 de novembro de 2021, estreia como apresentador no dominical Alegria no Ar, na TV RBI (canal 6 em São Paulo Capital).

## Investigação
Marquito vem sendo investigado pelo MPE-SP (Ministério Público Estadual de São Paulo) por suposto envolvimento em um esquema envolvendo os salários de assessores.